# Atelopus palmatus
Atelopus palmatus är en groddjursart som beskrevs av Andersson 1945. Atelopus palmatus ingår i släktet Atelopus och familjen paddor. IUCN kategoriserar arten globalt som otillräckligt studerad. Inga underarter finns listade.